# Canción de juventud
Canción de juventud es una película española dirigida por Luis Lucia y estrenada el 28 de junio de 1962, que supuso el debut cinematográfico de Rocío Dúrcal. En esta película, Rocío interpreta canciones como "Canción de      juventud", "La niña buena", "Volver a Verte" ,"Quisiera ser un Ángel"  y "La reunión".

## Argumento
En una localidad costera de Cataluña están situados muy próximos entre sí un colegio de chicas, regentado por dos monjas de talante liberal (interpretadas por Margot Cottens y María Fernanda D'Ocón) y un colegio de chicos dirigido con mano férrea por Don César (Julio Sanjuán). Todos coinciden en los momentos de recreo y un día descubren una vieja ermita semirruinosa que deciden reconstruir. Para ello, y como forma de obtener fondos, optan por organizar una función teatral para sus familias. Sin embargo, una de las alumnas, Rocío (Rocío Dúrcal), teme que su padre (Carlos Estrada), un reputado pianista casi siempre ausente por motivos de trabajo, no asista a la función.
Una de las curiosidades de esta película es que aparece Concha Cuetos (Lourdes Cano en Farmacia de guardia) siendo este su primer papel.